# أولينان
الأولينان (Oleanane) هو ثلاثي ترپين طبيعي، وهو يتكون من نواة مركزية لمجموعة واسعة من المُركبات الكيميائية الموجودة في النباتات المزهرة التي يُشار إليها مجتمعة بأنها أولينان ثلاثية الترپينات.
بعض ثلاثيات الترپينات لها تأثير قمعي على الآفات الحشرية، وهي تُعتبر علامة رئيسية تُميز  النباتات المزهرة عن الحياة الأخرى، وقد تم استخدامها في الجهود المبذولة لدراسة تطورها، والتي تم توثيقها بشكل محدود في السجل الأحفوري.
ويبدو أن هذه المُركبات قد تمت مشاركتها من قِبل مجموعة من النباتات تُسمى جيجانتوپتريات، التي عاشت مرتين منذ مدة طويلة مضت كما أقدم حفريات الأزهار المعروفة. وربما كانوا أقرباء بشكل وثيق للنباتات المزهرة، وهو ما أدى إلى تغيير نَسَب النباتات المزهرة إلى أكثر من 250 مليون سنة مضت.
كما تم العثور أيضًا على أولينان في سراخس موجودة حاليًا، على الرغم من الشك في أنه يتم إنتاجها «من مسار بيوكيميائي منفصل عن تلك الموجودة في كاسيات البذور» (بواسطة التطور التقاربي).